# Ebrechtella timida
Ebrechtella timida är en spindelart som först beskrevs av Tamerlan Thorell 1887. Ebrechtella timida ingår i släktet Ebrechtella och familjen krabbspindlar.
Artens utbredningsområde är Myanmar. Inga underarter finns listade i Catalogue of Life.